# Codul fiscal italian
Codul fiscal italian, cunoscut sub denumirea oficială Codice fiscale, este un cod alfanumeric de 16 caractere emis de biroul fiscal italian. Acesta este utilizat pentru identificarea unică a persoanelor fizice, indiferent de cetățenie sau statutul de rezidență. Similar unui număr de securitate socială din Statele Unite sau unui număr național de asigurări în Regatul Unit, codul fiscal este folosit în interacțiunea cu autoritățile italiene.
Codul este necesar pentru numeroase activități, precum deschiderea unui cont bancar, înscrierea la universitate, închirierea unei locuințe sau achiziționarea unei proprietăți sau identificarea în sistemul de sănătate.

## Generarea codului fiscal
Algoritmul descris mai jos este utilizat pentru generarea codurilor fiscale ale persoanelor fizice în Italia.
Nume (3 litere)
Se folosesc primele trei consoane ale numelui de familie. Dacă există mai multe nume de familie, acestea sunt considerate împreună, ca un singur nume. Dacă numele de familie are mai puțin de trei consoane, vocalele completează spațiile goale, în ordinea în care apar în nume (ex. „Rossi” devine RSS, iar „Masi” devine MSA). Dacă întregul nume de familie are mai puțin de trei litere, spațiile rămase se completează cu litera X (de exemplu, „Fo” devine FOX, iar „Hu” devine HUX).
Numele de familie utilizat este întotdeauna cel care apare în documentul de identificare principal al persoanei: pentru cetățenii italieni, acesta este carta d'identità (cartea de identitate). Este important de menționat că, în Italia, femeile nu își schimbă oficial numele de familie atunci când se căsătoresc. Prin urmare, o femeie nu are nevoie de un nou cod fiscal (sau alte documente, precum carte de identitate sau pașaport) după căsătorie. Totuși, dacă o femeie obține un cod fiscal după căsătorie (în general, acest lucru se aplică străinilor născuți în afara Italiei), numele de familie din documentul său de identificare principal (de obicei pașaportul) va fi utilizat pentru generarea codului fiscal. În multe cazuri, acest nume poate fi cel al soțului.
Prenume (3 litere)
Se folosesc primele trei consoane ale prenumelui. Dacă există mai multe prenume, acestea sunt considerate împreună, ca un singur nume. Dacă prenumele conține mai puțin de trei consoane, vocalele completează spațiile goale, în ordinea în care apar în nume (ex. „Marco” devine MRC, iar „Paola” devine PLA). Dacă prenumele are mai puțin de trei litere, spațiile rămase se completează cu X (de exemplu, „Na” devine NAX). Pentru prenume care au mai mult de trei consoane, cea de-a doua este omisă (ex. „Riccardo” devine RCR, iar „Martina” devine MTN). Această regulă de omitere a celei de-a doua consoane se aplică exclusiv prenumelui, nu și numelui de familie.
Data nașterii și sexul (5 caractere alfanumerice)
Anul nașterii: Ultimele două cifre ale anului nașterii (ex. „1972” devine 72).
Luna nașterii (o literă): Fiecare lună este asociată cu o literă specifică.
| Literă | Lună      | Literă | Lună   | Literă | Lună       |
| O      | ianuarie  | E      | mai    | P      | septembrie |
| B      | februarie | H      | iunie  | R      | octombrie  |
| C      | martie    | L      | iulie  | S      | noiembrie  |
| D      | aprilie   | M      | august | T      | decembrie  |

Nașterea și sexul (2 cifre): Pentru bărbați, ziua de naștere rămâne neschimbată (ex. 01). Pentru femei, se adaugă 40 (ex. 01 devine 41, iar 31 devine 71).
Orașul nașterii (4 caractere alfanumerice) 
Se utilizează așa-numitul cod Belfiore, format dintr-o literă urmată de trei cifre. Fiecare comună italiană are un cod unic, determinat în mare parte alfabetic (ex. Abano Terme, prima comună italiană în ordine alfabetică, are codul A001). Persoanele născute într-o țară străină primesc un cod specific pentru țara de naștere, toate începând cu litera Z (ex. SUA – Z404, Marea Britanie – Z114, Australia – Z700).
Caracterul de verificare (o literă)
Pe baza celor 15 caractere generate anterior, se calculează o cifră de verificare:
- Cele opt caractere de pe poziții impare și cele șapte de pe poziții pare sunt separate.
- Fiecare caracter este convertit într-o valoare numerică conform unor tabele specifice.
- Valorile sunt adunate, iar suma finală este împărțită la 26. Restul (modulo) determină caracterul final.

| Caracterele impare |         |          |         |          |         |          |         |
| Caracter           | Valoare | Caracter | Valoare | Caracter | Valoare | Caracter | Valoare |
| 0                  | 1       | 9        | 21      | I        | 19      | R        | 8       |
| 1                  | 0       | A        | 1       | J        | 21      | S        | 12      |
| 2                  | 5       | B        | 0       | K        | 2       | T        | 14      |
| 3                  | 7       | C        | 5       | L        | 4       | U        | 16      |
| 4                  | 9       | D        | 7       | M        | 18      | V        | 10      |
| 5                  | 13      | E        | 9       | N        | 20      | W        | 22      |
| 6                  | 15      | F        | 13      | O        | 11      | X        | 25      |
| 7                  | 17      | G        | 15      | P        | 3       | Y        | 24      |
| 8                  | 19      | H        | 17      | Q        | 6       | Z        | 23      |

| Caractere pare |         |          |         |          |         |          |         |
| Caracter       | Valoare | Caracter | Valoare | Caracter | Valoare | Caracter | Valoare |
| 0              | 0       | 9        | 9       | I        | 8       | R        | 17      |
| 1              | 1       | A        | 0       | J        | 9       | S        | 18      |
| 2              | 2       | B        | 1       | K        | 10      | T        | 19      |
| 3              | 3       | C        | 2       | L        | 11      | U        | 20      |
| 4              | 4       | D        | 3       | M        | 12      | V        | 21      |
| 5              | 5       | E        | 4       | N        | 13      | W        | 22      |
| 6              | 6       | F        | 5       | O        | 14      | X        | 23      |
| 7              | 7       | G        | 6       | P        | 15      | Y        | 24      |
| 8              | 8       | H        | 7       | Q        | 16      | Z        | 25      |

| Rest |        |      |        |      |        |      |        |
| Rest | Literă | Rest | Literă | Rest | Literă | Rest | Literă |
| 0    | A      | 7    | H      | 14   | O      | 21   | V      |
| 1    | B      | 8    | I      | 15   | P      | 22   | W      |
| 2    | C      | 9    | J      | 16   | Q      | 23   | X      |
| 3    | D      | 10   | K      | 17   | R      | 24   | Y      |
| 4    | E      | 11   | L      | 18   | S      | 25   | Z      |
| 5    | F      | 12   | M      | 19   | T      |      |        |
| 6    | G      | 13   | N      | 20   | U      |      |        |

Dacă două persoane au același cod fiscal, administrația fiscală modifică anumite cifre numerice (începând cu cele din dreapta) în litere, utilizând un tabel specific. După această înlocuire, cifra de verificare este recalculată.
| Cifră | Literă | Cifră | Literă | Cifră | Literă |
| 0     | L      | 4     | Q      | 8     | U      |
| 1     | M      | 5     | R      | 9     | V      |
| 2     | N      | 6     | S      |       |        |
| 3     | P      | 7     | T      |       |        |

### Exemple fictive
Matteo Moretti (bărbat), născut la Milano pe 8 aprilie 1991:
- Nume de familie: MRT
- Prenume: MTT
- Data nașterii și sexul: 91D08
- Locul nașterii: F205
- Cifra de verificare: J
- Cod fiscal: MRTMTT91D08F205J

Samantha Miller (femeie), născută în SUA pe 25 septembrie 1982:
- Nume: MLL
- Nume: SNT
- Data nașterii și sexul: 82P65
- Locul nașterii: Z404
- Cifra de verificare: U
- Cod fiscal: MLLSNT82P65Z404U